# النهده
النهدة (به عربی: النهدة) یک منطقهٔ مسکونی در امارات متحده عربی است که در دبی، امارات واقع شده‌است.